# Walter Thomas Heyn
Walter Thomas Heyn (* 14. November 1953 in Görlitz) ist ein deutscher Gitarrist, Komponist und Musikproduzent.

## Leben
Walter Thomas Heyn wurde 1953 in Görlitz geboren und war anfangs musikalischer Autodidakt. Ab dem vierzehnten Lebensjahr spielte er Gitarre und trat in Singvereinen auf. Von 1974 bis 1980 studierte er Gitarre bei Thomas Buhé und Roland Zimmer, Arrangement bei Gerd Schlotter und Komposition bei Carlernst Ortwein an der Hochschule für Musik „Felix Mendelssohn Bartholdy“ in Leipzig. Sein Kompositionslehrer empfahl ihn für die Klasse von Siegfried Thiele. Heyn war dann von 1985 bis 1987 Meisterschüler für Komposition bei Siegfried Matthus an der Akademie der Künste in Berlin (Ost). Zudem war er bis 1984 Oberassistent für Tonsatz an der Leipziger Musikhochschule.
Er nahm an Veranstaltungen des Deutschen Verlages für Musik und dem Bezirksverband Leipzig des Komponistenverbandes teil. Ab 1988 arbeitete er ohne festen Vertrag und publizierte 1989 das Handbuch Gitarren-Harmonik beim Harth Musik Verlag in Leipzig. Er trat als Liedbegleiter und Kammermusiker in Erscheinung und spielte auf Kleinkunstbühnen. Heyn erhielt in dieser Zeit u. a. Kompositionsaufträge von privaten Musiktheatern. Seine Werke Concerto grosso Nr. 1 op. 18 für 5 Solisten und Orchester (1984) und Concerto grosso Nr. 2 op. 20 für 2 Violinen und Orchester (1987) wurden vom Leipziger Gewandhausorchester unter dem Dirigenten Kurt Masur uraufgeführt. 1990 gehörte er zu den Gründern des Internationalen Kindermusikzentrums Leipzig.
Heyn war Vorstandsmitglied des Verbandes der Komponisten und Musikwissenschaftler der DDR und leitet seit 1994 den in Weimar umbenannten Verein der Komponisten und Musikwissenschaftler (VKM e. V.). Im Jahr 1991 zog er nach Berlin. Er kaufte den Verlag Neue Musik, dessen Cheflektor er von 1991 bis 1999 war. 2000 erwarb dann der AMA Verlag den Fachverlag für zeitgenössische Musik. Er gründete 1996 das Plattenlabel Kreuzberg Records und trat als Musikproduzent in Erscheinung. Heyn gründete die Theatergruppe FSV Offenbach, die im Saalbau Neukölln auftrat. Außerdem rief er die Ensembles  OPUS-Kammerorchester Berlin und das Quintetto con brio ins Leben. Er ist Leiter der Fachgruppe Musik der Künstlergilde Esslingen und Vorsitzender der Fördervereins des Musikgymnasiums Carl Philipp Emanuel Bach.
Heyn erhielt mehrere Auszeichnungen u. a. den Hanns-Eisler-Preis für 3 Jiddische Gesänge. Er wirkte an Rundfunk (Deutschlandradio, RBB und MDR) und CD-Produktionen unter Beteiligung von Claus Peter Flor, Rosemarie Lang, Dieter Mann, Kurt Masur, Horst Neumann, Max Pommer, Friedrich Schenker und Gerhard Schöne mit. Heyn lebt und arbeitet in Berlin-Niederschönhausen.

## Werk
Heyn widmete sich in den 80er Jahren der Oper, Theatermusik und Liedern. Seine erste Komposition Vier aphoristischen Lieder (1980) wurde auf einem Komponistenporträt an der Akademie der Künste Berlin vorgestellt. Er verarbeitete in seinen Werken u. a. Texte von Anna Achmatowa, Agostinho Neto und Andreas Reimann. Seine Tonschöpfungen erweisen sich als zeitkritisch und zynisch. Für die Gruppe Neue Musik Hanns Eisler komponierte er 1987 Ich ist ein anderer. Rimbaud. Ab 1989 konzentrierte er sich auf Kammermusik. In den späten 90er Jahren folgten Kompositionen der Sparte Literatur & Musik. Er arbeitete mit der Chansonsängerin Barbara Kellerbauer zusammen. Heyn komponiert in allen Stilen von der Romantik bis zur Neuen Musik. Er ist zudem Bearbeiter der Werke von Johann Sebastian Bach, Claudio Monteverdi, Modest Mussorgski und Dmitri Schostakowitsch.

## Stipendien, Preise und Auszeichnungen
- Mendelssohn-Stipendium des Ministeriums für Kultur der DDR (1977/78 und 1978/79)
- Erich-Weinert-Medaille (1984)
- Hanns-Eisler-Preis des Rundfunks der DDR (1987)
- Stipendium der Körber-Stiftung Hamburg (1991/93)

## Diskographie
- 1996: Gitarra poetica (Kreuzberg Records)
- 1997: Nicht jeder Abschied macht klein (Mara Records)
- 1997: ZooMusik – MusikZoo (Kreuzberg Records)
- 1998: Hommage à Alfred Berghorn (Kreuzberg Records)
- 2000: Liebsamen Beschäftigung (Kreuzburg Records)
- 2000: Bach meets Schostakowitsch (Kreuzberg Records)
- 2000: Freimaurer Gesänge (Kreuzberg Records)
- 2001: Opus (Kreuzberg Records)
- 2001: Leipziger Legende (Kreuzberg Records)
- 2002: Florestan-Quartett (Kreuzberg Records)
- 2002: Missae sine Verbis (Kreuzberg Records)
- 2002: Lebensgruß (Kreuzberg Records)
- 2003: Passionen (Kreuzberg Records)